# Філіппо Маркетті
Філіппо Маркетті (італ. Filippo Marchetti; 26 лютого 1831 — 18 січня 1902) — італійський оперний композитор.

## Біографія
Навчався в Неаполі. З величезним успіхом дебютував в 1856 році в Турині оперою «Gentile de Varano», потім з невеликим успіхом був учителем співу і музики в Римі, поки не випустив свої опери «Puria» і «Ромео і Джульєтта», прем'єра останньої відбулася в 1865 році в Турині і вона сприяла популяризації імені Маркетті. У 1869 році в Мілані, в театрі «Ла Скала», була поставлена найбільш вдала з опер композитора «Рюи-Блаз». Було відзначено, що «це одна з перших італійських опер, що має вплив французької великої опери». Опера була поставлена в 20 столітті. Також він написав опери «Gustaw-Wasa», «Amore alla prova», «Giovanna d'Austria» та багато дрібних вокальних творів.
Твори Маркетті ставилися в муніципальному театрі Камеріно, в конференц-залі і в бібліотеці Болоньоли. У муніципальній ратуші Болоньоли також діє постійна виставка, присвячена композитору. Маркетті керував консерваторією імені Святої Цецилії, поки його не змінив на цій посаді Станіслао Фалькі. Також Маркетті був головою журі конкурсу Sonzogno, де в 1890 році був нагороджений П'єтро Масканьї за оперу «Сільська честь».

## Основні роботи
- «Gentile da Varano» (лютий 1856, Турин)
- «La demente» (27 листопада 1856, Турин)
- «Il paria» (1859)
- «Ромео і Джульєтта» (25 жовтня 1865, Трієст)
- «Ruy Blas» (3 квітня 1869, Мілан)
- «Gustavo Wasa» (7 лютого 1875, Мілан)
- «Don Giovanni d'Austria» (11 березня 1880, Турин)

## Записи
- «Ромео та Джульєтта». З Daolio, Portoghese, Coletta, Cassi, and Dolari. Cond: Yurkevych. Audio CD: Dynamic, Cat: CDS 501 / 1-2.
- «Ruy Blas» з Theodossiou, Marini, Malagnini, Gazale, Moncini. Cond: Lipton. Audio CD: Bongiovanni, Cat: GB 2237 / 38-2.